# روب تومسون (لاعب اتحاد الرغبي)
روب تومسون (بالإنجليزية: Rob Thompson)‏ هو لاعب اتحاد الرغبي نيوزيلندي، ولد في 2 أغسطس 1991 في ماناواتو - وانجانوي في نيوزيلندا.

## وصلات خارجية
- روب تومسون على موقع ItsRugby.co.uk (الإنجليزية)